# Julia Bracken Wendt

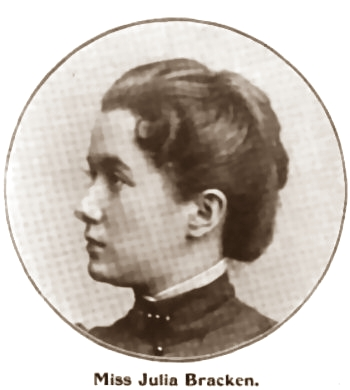
Julia Bracken Wendt

Julia M. Bracken Wendt (* 10. Juni 1868 in Apple River, Illinois; † 22. Juni 1942 in Laguna Beach, Kalifornien) war eine US-amerikanische Bildhauerin. Sie gehörte zu den Künstlerinnen der White Rabbits.

## Leben
Julia Bracken wurde 1868 in Apple River als eines von zwölf Kinder der irischen katholischen Eltern Andrew und Mary MacNamara Bracken geboren. In einigen Quellen wird als Geburtsjahr 1871 angegeben. Die Familie zog 1876 nach Galena, Illinois. Ihre Mutter starb 1880. Nach dem Tod ihrer Mutter verließ Julia Bracken die Familie im Alter von dreizehn Jahren und fand später Arbeit als Hausangestellte. Ihre Arbeitgeberin bemerkte ihr Talent und sorgte für ihre Ausbildung am Art Institute of Chicago. Dort studierte sie von 1881 bis 1887 bei Lorado Taft. Danach wurde sie zur Assistentin von Taft, unterrichtete seine Studenten und wurde ein Mitglied der Gruppe der White Rabbits, eine Gruppe junger Bildhauerinnen, die zusammen mit Taft an Exponaten für die World’s Columbian Exposition im Jahr 1893 in Chicago arbeiteten und mit eigenen Werken auf der Weltausstellung vertreten waren.
Für die Weltausstellung schuf sie als Kunstwerk die Statue „Illinois Welcoming the Nations of the World“, welche die Besucher an der Tür des Ausstellungsraumes der Frauen im Illinois State Building begrüßte. Heute befindet es sich im Illinois State Capitol. Gemeinsam arbeitete sie mit den White Rabbits an den „flying figures“ des „Woman Buildings“ und an den Eingangsstatuen des „Horticultural Buildings“.
Am 27. Juni 1906 heiratete sie den deutschstämmigen Landschaftsmaler William Wendt (1865–1946) und zog mit ihm nach Los Angeles, Kalifornien. Dort arbeitete sie weiter als Bildhauerin. Sie unterrichtete am Otis College of Art and Design und gründete gemeinsam mit ihrem Mann 1909 den California Art Club. Sie war Mitglied der National Sculpture Society. Nach der WorldUniverselle s Columbian Exposition in Chicago 1893 nahm sie im Jahr 1915 an der Pan-California Expo in San Diego teil.
Julia Bracken Wendt starb am 22. Juni 1942 in Laguna Beach, Kalifornien. Sie hatte keine Kinder. Ihr Grab befindet sich auf dem Holy Sepulcher Cemetery in Orange. Ihr Mann William Wendt starb 1946.

## Werk

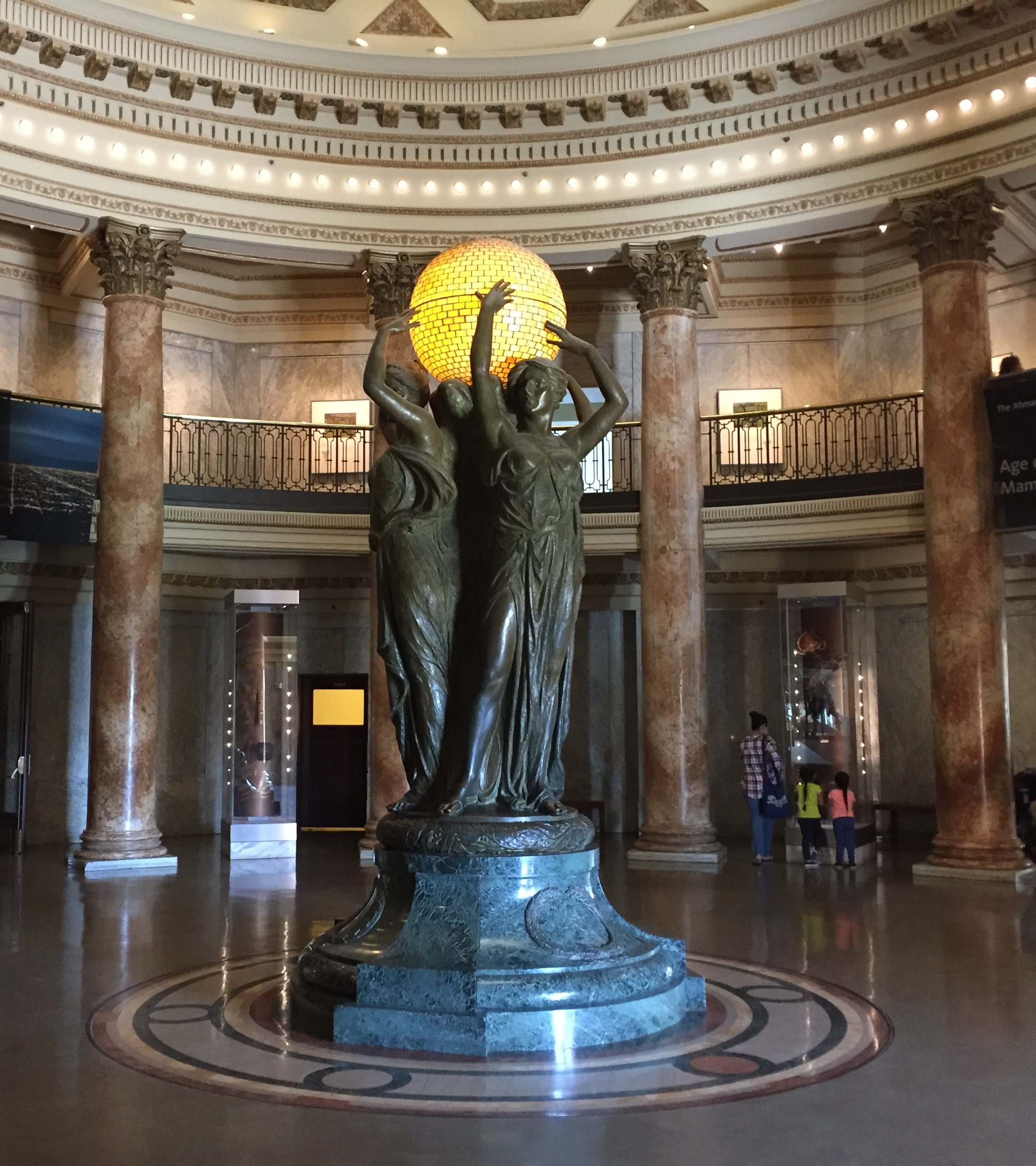
The Three Graces

- „Illinois Welcoming the Nations of the World“, Illinois State Capitol
- „Civil War Monument“, Missionary Ridge, Chattanooga, Tennessee
- „The Three Graces“, Natural History Museum of Los Angeles County
- „Lincoln the Lawyer“, Lincoln Park (Los Angeles)
- „The Apache Fire Hole“

## Ausstellungen
Sie nahm an folgenden Ausstellungen teil:
- World’s Columbian Exposition, Chicago, 1893
- Annual Exhibition, Palette Club, AIC, 1895
- Annual Exhibition of Works by Chicago Artists, AIC, 1899–1910 (9 mal)
- St Louis/Louisiana Purchase Exposition, 1904
- Chicago Municipal League, 1905
- Pan-California Expo, San Diego, 1915
- California Art Club, 1918
- Einzelausstellungen mit ihrem Ehemann, AIC, 1909–1921
- National Sculpture Society, 1929
- National Sculpture Society, Los Angeles (CA) Museum

## Auszeichnungen
Sie erhielt zahlreiche Auszeichnungen:
- Für „Illinois Welcoming the Nations“ für die Columbian Exposition, Chicago, 1892
- Für „Exposition Park“, Los Angeles
- Für „Battle Monument“, Missionary Ridge (TN)
- Sculpture Prize, Chicago, 1898
- Municipal Art League Prize, Chicago, 1905
- Gold Medal, Pan-California Expo, San Diego, 1915
- Harrison Prize, Los Angeles, 1918